# Шварценборн (Кнюлль)
Шварценборн (нем. Schwarzenborn) — город в Германии, в земле Гессен. Подчинён административному округу Кассель. Входит в состав района Швальм-Эдер. Население составляет 1090 человек (на 31 декабря 2010 года). Занимает площадь 26,90 км². Официальный код — 06 6 34 023.